# Koševine
Koševine (cyr. Кошевине) – wieś w Serbii, w okręgu zlatiborskim, w gminie Prijepolje. W 2011 roku liczyła 966 mieszkańców.